# Zollstraße (Düsseldorf)

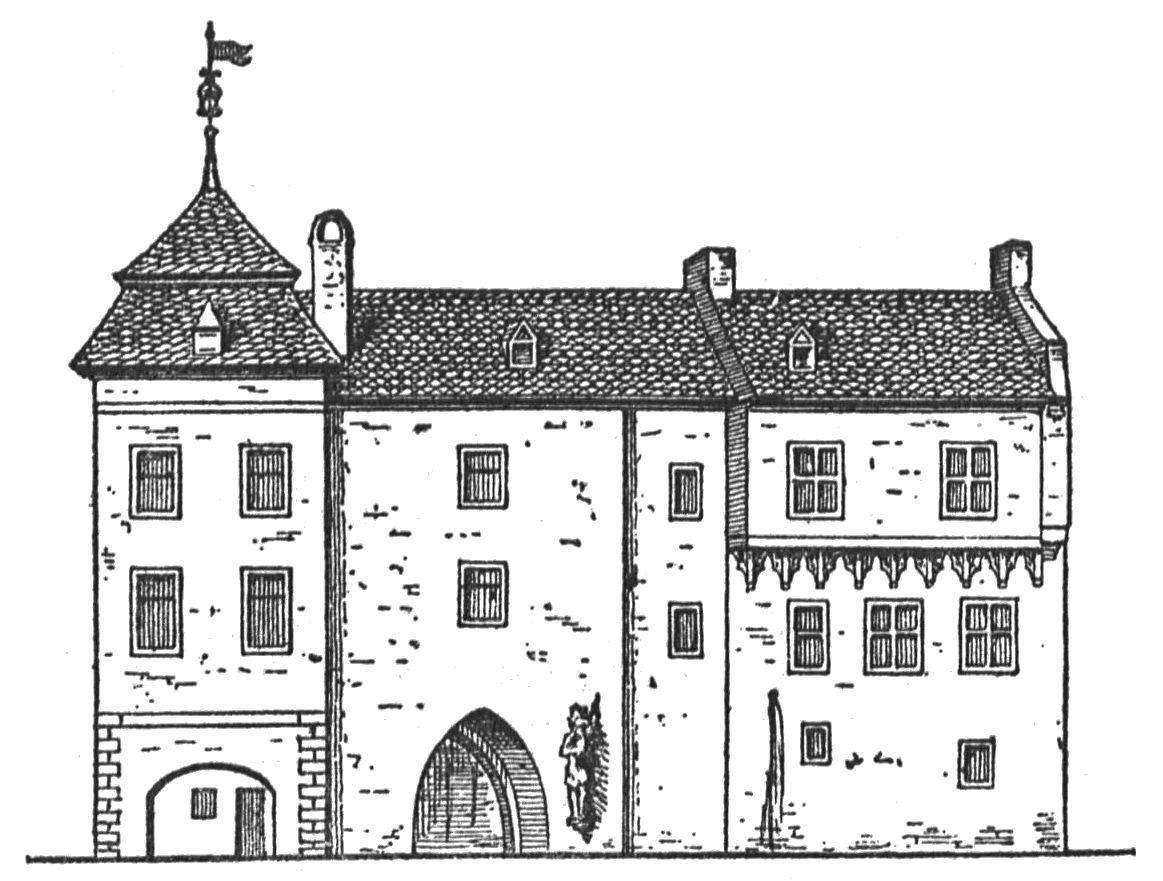
Zolltor vor Umbau

Zolltor mit den Häusern Nrn. 7 „En de Canon“ (vorne links, noch mit Balkon), 5 (hinten links), 4 (hinten rechts) und 6 (rechts)

Die Zollstraße ist eine historisch bedeutsame kleine Straße in Düsseldorf, die zwischen Rheinuferpromenade und dem Marktplatz am Rathaus liegt. Früher wie heute endete die Straße am Marktplatz, und zwar an der verlängerten Vorderflucht des Grupellohauses, und begann mit dem Zolltor in der Stadtmauer vor dem Rheinufer. Heutzutage ist die Lage weitgehend unverändert, allerdings ohne den Grundstücksbereich des ehemaligen Zolltores mit den angebauten zwei Häusern. Das freigeräumte Grundstück gehört nun überwiegend zur Rheinuferpromenade. Am Ende der Zollstraße an der Gebäudeflucht des Grupellohauses ist eine kleine niedrige Mauer vorhanden, die bis zur Mitte der Straße reicht. Auf dieser Mauer ist eine Bronzefigur des Gießerjungen aufgestellt, ein Werk des Bildhauers Willi Hoselmann aus dem Jahr 1932. Nach einer Legende, die Heinrich Heine überlieferte, soll ein Gießerjunge in der Stadt Silberlöffel gesammelt haben, um das Material für Guss des Reiterstandbildes von Jan Wellem zusammenzubringen.
Im letzten Weltkrieg wurden alle Häuser stark beschädigt oder zerstört. Während die Nordseite umfassend restauriert oder wiederaufgebaut wurde, sind auf der Südseite nur noch die zwei Gebäude Nr. 7 und 9 vorhanden. Anstelle der Häuser Nr. 11 und 13 ist nun ein Durchgang mit zwei Höhenebenen auf der Westseite des neuen Gebäudes an der Südseite des Marktplatzes vorhanden. Über diese neue Fußgängerverbindung gelangt man zur Rheinstraße.

## Geschichte
Bereits 1324 war dem Grafen von Berg durch kaiserliche Ermächtigung die Genehmigung erteilt worden, einen Rheinzoll, der bisher im Süden von Duisburg erhoben wurde, nach Düsseldorf zu verlegen. Gegen diese Genehmigung von Ludwig dem Bayer erhob Kurköln einen Einwand und verzögerte dadurch die Durchführung. 1377 verlegte Graf Wilhelm II. von Berg mit nochmaliger Genehmigung des Kaisers Karl IV. den Duisburger Zoll nach Düsseldorf. 1380 wurde die Zollstätte für den Rheinzoll in Düsseldorf an Herzog Wilhelm II. durch König Wenzel nochmals bestätigt. Allerdings erhoben die Kölner unverändert Einwände gegen diesen Zoll in Düsseldorf. 1386 kam es zu einer schriftlichen Einigung zwischen Köln und Düsseldorf für den Zoll. Der Rheinzoll wurde auf ein Drittel und der Landzoll auf die Hälfte vermindert und die Kölner und Angehörige des Erzstiftes erhielten Zollfreiheit.
Die Erhebung des Zolls erfolgte anfangs von der Lindentrappenpforte aus, im Bereich Krämerstraße und Altestadt und der dortigen „alten Werft“. Dort lag zu dieser Zeit auch das alte Rathaus der Stadt. 1556 wurde die Zollerhebung zur Zollstraße verlegt, da inzwischen auch eine „neue Werft“ am Rheinufer südlich des Düsseldorfer Schlosses angelegt worden war. Das Rathaus war Mitte des 16. Jahrhunderts in diesen Stadtbereich verlegt worden, und vom neuen Rathausplatz gelangte man über Zollstraße und Zolltor direkt zum Rheinufer. Ein bereits um 1370 errichtetes Lagergebäude an der Zollstraße wurde zum gleichen Zeitpunkt zum Zollhof erweitert.
Die Straße begann an der Stadtmauer vor dem Rheinufer mit dem Zolltor. Das Tor wurde vermutlich erst relativ spät nach der ersten Stadterweiterung in der neuen Stadtmauer errichtet. Da erst nach der Anlage der erweiterten Werft stromaufwärts vom Schloss dieses neue Tor benötigt wurde, dürfte die Errichtung um 1455 erfolgt sein. Die älteste Erwähnung der Straße stammt von 1571 und betraf die Lieferung von Getreide auf einen Lagerhof in der Zollstraße. Weitere genauere Angaben zu Häusern in der Straße aus dieser Zeit liegen nicht vor.
Das Zolltor ohne Abriss der angebauten und zugehörigen Häuser Nr. 1 und 2 wurde bereits 1831 aufgehoben. Bei der Anlegung der Rheinuferpromenade ab Ende 1899 wurden 1901 die Häuser Nr. 1 und 2 niedergelegt, um in diesem Bereich einen freien Zugang zur neuen Rheinuferpromenade zu erreichen.

## Bebauung
Aus dem Stadtsteuerbuch von 1632 ist ersichtlich, dass die Straße bereits zu diesem Zeitpunkt auf beiden Seiten mit Häusern bebaut war. Eines der Häuser wird im Steuerbuch als „Jacob postboten haus“ angegeben, ein Hinweis, dass bereits vor den Maurenbrechers von hier aus Postdienste erfolgten. Die jetzigen Häuser oder deren Vorläufer stammen aus der Zeit von Anfang des 16. bis Mitte des 17. Jahrhunderts. Die zeitlich nächsten gesicherten Daten zu den Gebäuden und ihren Besitzern sind späteren Datums.
Vom Zolltor ist überliefert, dass über dem Tordurchgang eine Wohnung vorhanden war. Diese wurde 1746 vom damaligen Bürgermeister „Hof-Cammerrath Pool“ bewohnt. Dieser Bürgermeister veranlasste bei einem Besuch von Fürst Carl Theodor in der Stadt eine bemerkenswerte Beleuchtung am Tordurchgang in Form eines zusätzlichen Triumphbogens. Dieser Bogen war mit 500 Lichtern ausgerüstet, die einige Inschriften beleuchteten. Die Texte, Huldigungen an den Fürsten, sind überliefert. An den Resten dieses Rheintores wurden zu Beginn des 19. Jahrhunderts die Häuser Nr. 1 und 2 vom Kaufmann Arnold Masset neu angebaut. Die beiden Häuser bildeten nach Fertigstellung mit dem ehemaligen Tor eine Einheit.
Die weiteren Häuser auf der Südseite der Straße, damals insgesamt sieben, waren die Häuser Nr. 3 bis 13. Das Haus Nr. 3, „Im Dudel“ genannt, wurde zeitweise von Zollknechten bewohnt. Von einem dieser Knechte um 1800 ist der Name überliefert, er gehörte zur Familie Schlömer. Die Häuser Nr. 5, 7 und 9 werden im Kapitel Einzelne Gebäude näher beschrieben.
Von Nr. 11, „Zum Schloss Benrath“ genannt, sind diverse Besitzer ab 1700 bekannt. Von Nr. 13 ist überliefert, dass dieses 1659 von Johann Georg Grävius mit einer Hypothek belastet wurde. Von diesem ehemals letzten Haus auf der Südseite der Straße ist zusätzlich bekannt, dass hier um 1800 eine Bäckerei betrieben wurde und diese auch unter späteren Besitzern bis nach 1887 weiter bestand.
Auf der Nordseite der Zollstraße lagen insgesamt sechs Häuser. Das letzte Haus auf dieser Straßenseite ist das Grupellohaus, das aber zum Marktplatz gezählt wird. Haus Nr. 2 wurde bereits erwähnt. Die Häuser Nr. 4, genannt „Im Kurfürst Carl Theodor“, und 6 gehörten um 1800 dem Holzhändler Heinrich Heubes. Beide Häuser wurden 1835 verkauft und es folgten weitere Änderungen der Besitzverhältnisse im 19. Jahrhundert. Von Haus Nr. 8, 10 und 12 sind verschiedene Eigentümer zwischen 1702 und Anfang 1800 bekannt. Die Häuser Nr. 10, genannt „Zum St. Jakob“, und Nr. 12, genannt „Zum goldenen Löwen“, hatten wie viele alte Häuser in der Altstadt Eigennamen. Die Häuser 6, 8 und 10, es sind Giebelhäuser, werden in einem weiteren Abschnitt hinsichtlich ihrer architektonischen Ausführung gesondert beschrieben.
Heute gehören alle Häuser auf der Nordseite zum erweiterten Rathaus und werden von Ratsmitgliedern und deren Fraktionen genutzt.

## Einzelne Gebäude
Haus Nr. 5, mit dem Namen „Zum Hääschen“ wurde 1662 von Rembold Nix an den Fuhrmann Johann Maurenbrecher verkauft. Für den Postbetrieb wurde neben dem Haus Nr. 7, das bereits einige Jahrzehnte vorher erworben war, auch dieses Gebäude benötigt. Über ein großes Tor, angeordnet vor der Hauswand von Nr. 7, konnten die Postwagen in den großen Hofbereich mit Anbauten und Hinterhäusern einfahren. Nach dem Zweiten Weltkrieg wurde die Ruine des zerstörten Vorderhauses einschließlich der Hintergebäude abgerissen. Das Grundstück wird vom Lokal En de Canon als Biergarten benutzt. Der ehemalige Bereich des Hofes und die Hinterhäuser gehören nun zu einer kleinen Grünanlage. Diese liegt in dem von den Gebäuden an Rheinpromenade, Rheinort, Zollstraße und dem neuen Durchgang zur Rheinstraße gebildeten freien Innenbereich.

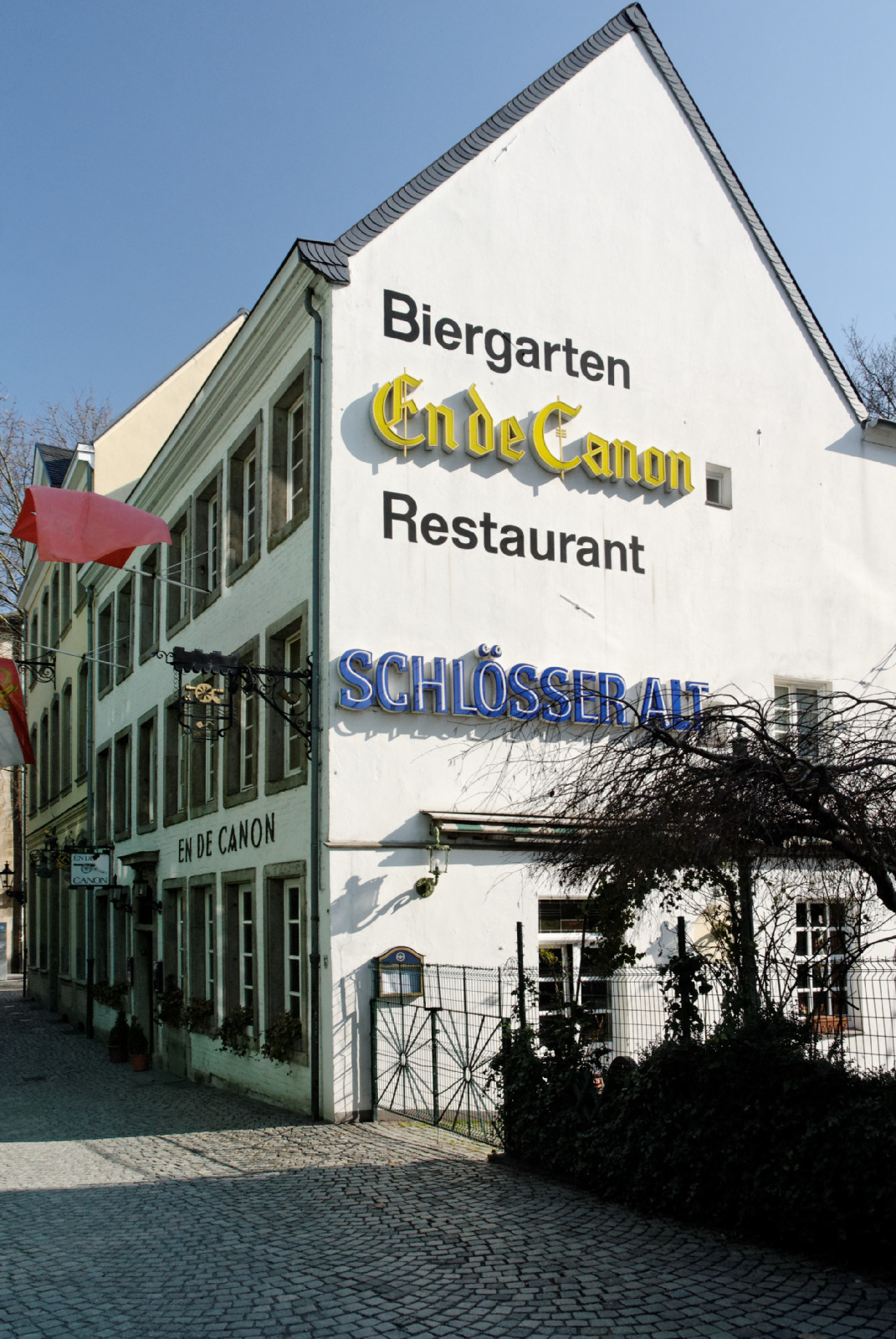
Haus Zollstraße 7

Haus Nr. 7, bekannt unter dem Namen „En de Canon“ war der Sitz der Familie Maurenbrecher in Düsseldorf. Diese stammten aus Derendorf und Pempelfort und besaßen dort landwirtschaftliche Höfe. In der ersten Hälfte des 17. Jahrhunderts verlegten sie ihren Hauptsitz nach Düsseldorf. Bereits vor 1632 muss das Haus Nr. 7 von Tilmann Maurenbrecher gekauft worden sein, da es im Steuerbuch von 1632 der Stadt als „Jacob Postbodtenhaus auf der Zoll Straess“ angeführt wurde. Auch heute ist das Familienwappen, eine Kanone vor einer Mauer und einer Inschrift „In der Canon“, noch über dem Eingang des Hauses angebracht. Von dort und etwas später auch vom Nachbarhaus aus betrieben Tilmann und seine Nachfolger die Posthalterei. 1752 war ein Mitglied der Familie, und zwar Johann Heinrich Maurenbrecher, Weinhändler und errichtete in dem Haus ein Weinlokal.
Die Zeit der Maurenbrechers in der Zollstraße endete nach 1794, da sie ihr Posthalterprivileg bei der Eroberung des Rheinlandes durch die Franzosen verloren. 1804 war das Haus Nr. 7 bereits Eigentum des Kaufmanns Georg Wilhelm Pfeil und später von Peter van Els jun. Die Posthalterei wurde nach der Franzosenzeit zuerst in das Gebäude Altestadt 17 und dann in die Carlstadt verlegt. Dort in der Poststraße, in den Häusern Nr. 1, 4 und 5, lagen nun Postgebäude und Postwagenwerkstätten. Leiter der Preußischen Post in Düsseldorf war Anfang des 19. Jahrhunderts der zum Oberpostdirektor ernannte Wilhelm Maurenbrecher.
Das En de Canon gehörte zu den beliebten bürgerlichen Gaststätten in der Altstadt. Auch das Brauchtum, beispielsweise die Prinzengarde Rot-Weiß war hier häufiger zu Gast. Seit Ende 2014 steht das Haus leer, der Pachtvertrag mit der Brauerei Schlösser war abgelaufen. Der Winzer Herbert Engist äußerte den Wunsch, das En de Canon zu übernehmen.

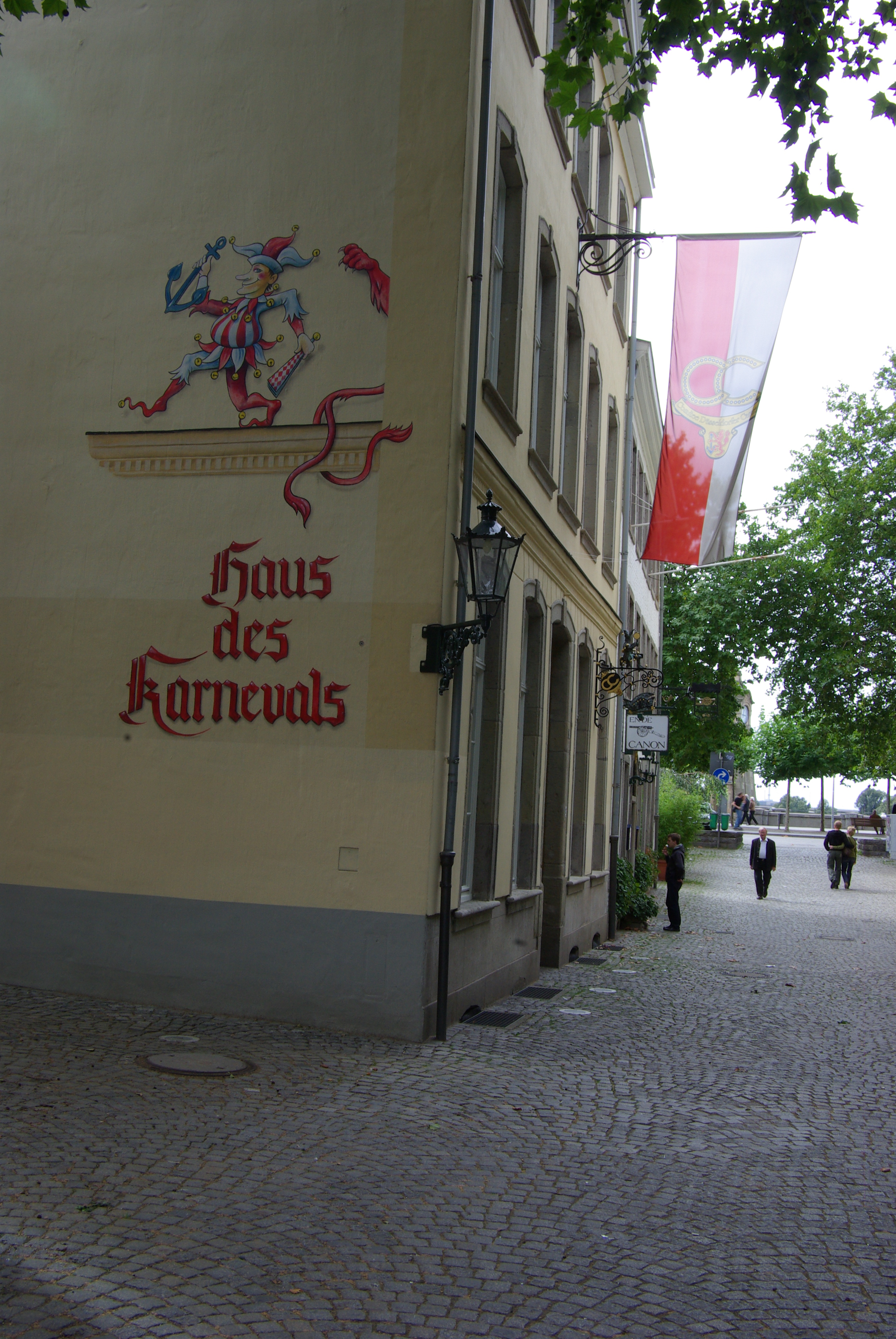
Haus Zollstraße 9: Haus des Karnevals

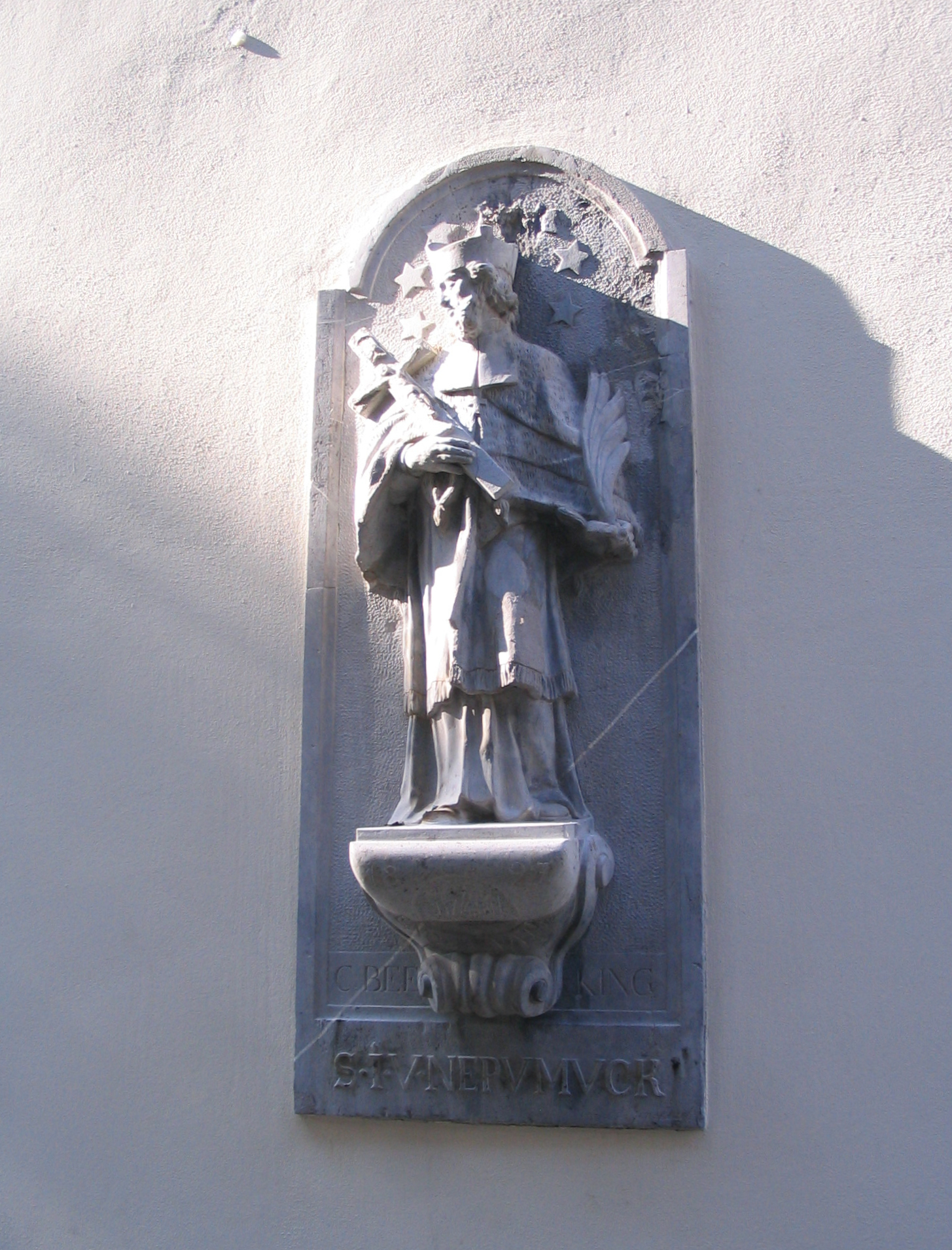
Johannes-Nepomuk-Statue

Das Gebäude Haus Nr. 9 stammt aus der ersten Hälfte des 17. Jahrhunderts. 1806 war der Kaufmann Arnold Masset, der Bauherr der beiden Gebäude Nr. 1 und 2 am Zolltor, Eigentümer. Haus Nr. 9 ist heute das letzte auf dieser Straßenseite. Erst 1985 unter Denkmalschutz gestellt, überließ die Stadt Düsseldorf das Haus ab 1998 dem Förderverein des Düsseldorfer Karnevals e. V. Von diesem Verein wurde das Haus aufwendig restauriert und ab 2003 mit der Eröffnung eines Büros wieder benutzt. Es folgte bis 2008 die Einrichtung eines Museums für den Karneval. Das heute als Haus des Karnevals bekannte Gebäude beherbergt dieses Karnevalsmuseum und ist Sitz des Comitee Düsseldorfer Carneval e. V.
Das Relief des Johannes-von-Nepomuk am Grupello-Haus an der Seite der Zollstraße, mit der Inschrift (übersetzt) „Heiliger Johannes von Nepomuk, 1741, renoviert 1827, Christian Beeking, Bildhauer G. Lode, Senior“ stammt von dem früheren Hof des Hauses Zollstraße 9. Beeking war der Besitzer des damaligen Hauses „Zu den drei Reichskronen“, Marktplatz 5. Das Nachbarhaus 5a hieß „Zum Heiligen Nepomuk“.

## Giebelhäuser
Die Giebelhäuser 6, 8 und 10 wurden in der zweiten Hälfte des 17. Jahrhunderts erbaut und zeigen Verwandtschaft mit dem vorherrschenden Barock in den benachbarten Niederlanden. Gemeinsam für diese drei Häuser sind ihre verputzten Backsteinfassaden mit schlichter Werksteingliederung und knüpfen teilweise „an die ältere Tradition“ an. Im „kraftvollen, zumeist von Voluten getragenen Giebelaufbau“ sind aber auch „Parallelen zum südniederländischen Barock“ zu erkennen. Das Haus Zollstraße 8 steht unter Denkmalschutz.